# Парламентарни избори у Украјини 2012.
Парламентарни избори у Украјини 2012. одржани су 28. октобра. На изборима је бирано свих 450 посланика у Врховној ради. Избори су одржани према новом „мешовитом“ систему. Једна половина посланика је изабрана на нивоу целе Украјине по пропорционалном систему са појединачних партијских листи, при чему је изборни праг повећан на 5% (на претходним изборима је био 3%). Преосталих 225 посланика је изабрано из појединачних изборних јединица. Украјина је подељена на 225 изборних јединица, а свака ова јединица је бирала по једног посланика. 
За разлику од претходних избора, није било дозвољено учешће блокова политичких партија. Изборна кампања је трајала 90 дана. Право гласа је имао сваки држављанин Украјине са навршених 18 година. Било је отворено 33.540 бирачких места у Украјини и 114 у иностранству.

## Истраживања јавног мњења
| Партија:                      | % Претходни избори | «Рејтинг» (фебруар 2012) | «Рејтинг» (март 2012) | «Рејтинг» (мај 2012) | «Рејтинг» (август 2012) | «Рејтинг» (октобар 2012) |
| ----------------------------- | ------------------ | ------------------------ | --------------------- | -------------------- | ----------------------- | ------------------------ |
| Партија региона               | 34,37              | 18,8                     | 21,3                  | 22,0                 | 24,6                    | 23,0                     |
| „Отаџбина“                    | 30,71              | 20,3                     | 20,9                  | 25,6                 | 26,2                    | 16,5                     |
| НУ-НС                         | 14,15              | 0,7                      | 1,0                   | 0,6                  | 0,8                     | 1,0                      |
| Комунистичка партија Украјине | 5,39               | 7,2                      | 7,4                   | 7,6                  | 9,4                     | 12,8                     |
| СПУ                           | 2,86               | 0,8                      | -                     | 0,5                  | ?                       | 0,3                      |
| ФЗП                           | -                  | 11,7                     | 9,9                   | део БЈТ              | део БЈТ                 | део БЈТ                  |
| „Свобода“                     | 0,76               | 4,5                      | 4,3                   | 4,4                  | 4,2                     | 6,0                      |
| УДАР Виталија Кличка‎          | -                  | 6,9                      | 7,2                   | 9,2                  | 11,8                    | 17,9                     |
| Украјино — Напред!‎            | -                  | 0,5                      | 1,0                   | 3,8                  | 4,2                     | 3,1                      |
| Остали                        |                    |                          |                       |                      | 2,1                     | 2,3                      |
| Неопредељени                  |                    | 18,2                     | 17,7                  | 19,0                 | 18,6                    | 17,2                     |

## Резултати

### Пропорционални систем
Резултати на основу 99,95% пребројаних гласова. Приказане су партије које су освојиле више од 0,5% гласова.
| Поредак | Изборна листа                       | Гласови   | %     | Мандати |
| ------- | ----------------------------------- | --------- | ----- | ------- |
| 1.      | Партија региона                     | 6.113.933 | 30,00 | 72      |
| 2.      | Свеукрајинско обједињење „Отаџбина“ | 5.203.251 | 25,53 | 62      |
| 3.      | УДАР Виталија Кличка                | 2.844.796 | 13,96 | 34      |
| 4.      | Комунистичка партија Украјине       | 2.685.869 | 13,18 | 32      |
| 5.      | Свеукрајинско обједињење „Свобода“  | 2.127.235 | 10,44 | 25      |
| 6.      | Украјино — Напред!                  | 321.997   | 1,58  | 0       |
| 7.      | Наша Украјина                       | 226.284   | 1,11  | 0       |
| 8.      | Радикална партија Олеха Лашке       | 221.038   | 1,08  | 0       |
| 9.      | Странка пензионера Украјине         | 114.112   | 0,56  | 0       |

### Појединачне изборне јединице
Резултати на основу 99,62% пребројаних гласова.
| Поредак | Изборна листа                       | Мандати |
| ------- | ----------------------------------- | ------- |
| 1.      | Партија региона                     | 115     |
| 2.      | Свеукрајинско обједињење „Отаџбина“ | 40      |
| 3.      | Свеукрајинско обједињење „Свобода“  | 13      |
| 4.      | УДАР Виталија Кличка                | 6       |
| 5.      | Уједињени центар                    | 3       |
| 6.      | Народна партија                     | 2       |
| 7.      | Партија „Савез“                     | 1       |
| 8.      | Радикална партија Олеха Лашке       | 1       |
| -       | Независни кандидати                 | 44      |
| -       | Укупно                              | 225     |